# Marianne Kjørstad
Marianne Kjørstad (Eid, 27 marzo 1970) è un'ex sciatrice alpina norvegese.

## Biografia

### Stagioni 1987-1995
Sciatrice polivalente originaria di Nordfjordeid di Eid, Marianne Kjørstad debuttò in campo internazionale ai Mondiali juniores di Hemsedal/Sälen 1987 e ottenne il primo risultato di rilievo in Coppa del Mondo il 29 febbraio 1992 a Narvik, concludendo 26ª in slalom speciale.
Esordì ai Campionati mondiali in occasione della rassegna iridata di Morioka 1993, dove giunse 22ª nel supergigante, 7ª nello slalom gigante e 11ª nello slalom speciale. L'anno dopo, il 22 gennaio 1994, salì per la prima volta sul podio in Coppa del Mondo in slalom speciale a Maribor, giungendo 3ª con 66 centesimi di distacco dalla vincitrice, la slovena Urška Hrovat. Partecipò quindi ai XVII Giochi olimpici invernali di Lillehammer 1994, sua unica presenza olimpica, ottenendo il 22º posto nel supergigante, l'8º nello slalom gigante e non concludendo lo slalom speciale.

### Stagioni 1996-2000
Il 18 novembre 1995 a Vail si piazzò 2ª, miglior risultato di carriera in Coppa del Mondo, in slalom speciale dietro all'austriaca Elfi Eder, piazza d'onore che bissò il 30 dicembre a Semmering, nella medesima specialità. Il 19 marzo 1996 onorò la convocazione ai Mondiali che si tennero in Sierra Nevada conquistando la medaglia di bronzo nella combinata vinta dalla svedese Pernilla Wiberg; si classificò inoltre 14ª nello slalom gigante e non terminò lo slalom speciale. Il 10 marzo seguente, a  Kvitfjell, salì per l'ultima volta sul podio in Coppa del Mondo giungendo 3ª dietro alla svizzera Karin Roten e a Pernilla Wiberg in slalom speciale.
Ai Mondiali di Sestriere 1997, sua ultima presenza iridata, fu 28ª nello slalom speciale, 11ª nella combinata e non completò lo slalom gigante; il 7 marzo 1997 disputò l'ultima gara in Coppa del Mondo, il supergigante di Mammoth Mountain, classificandosi 40ª. Continuò a gareggiare in circuiti minori (Coppa Europa, gare FIS, campionati nazionali) fino al definitivo ritiro, avvenuto nel 2000.

## Palmarès

### Mondiali
- 1 medaglia:
  - 1 bronzo (combinata a Sierra Nevada 1996)

### Coppa del Mondo
- Miglior piazzamento in classifica generale: 9ª nel 1994
- 5 podi:
  - 2 secondi posti (in slalom speciale)
  - 3 terzi posti (1 in slalom gigante, 2 in slalom speciale)

### Campionati norvegesi
- 19 medaglie (dati dalla stagione 1987-1988)[2]:
  - 8 ori (slalom gigante nel 1988; supergigante, slalom gigante nel 1989; slalom speciale, combinata nel 1991; combinata nel 1990; slalom speciale nel 1992; slalom speciale nel 1995)[3]
  - 5 argenti (slalom speciale[senza fonte] nel 1989; slalom gigante, slalom speciale[senza fonte] nel 1993; slalom speciale nel 1996; slalom gigante nel 1998)
  - 6 bronzi (supergigante, slalom speciale[senza fonte] nel 1990; supergigante[senza fonte] nel 1993; slalom gigante, slalom speciale[senza fonte] nel 1994; supergigante nel 1996)